# Chidi Osuchukwu
Chidi Osuchukwu (sinh 11 tháng 10 năm 1993) là một tiền vệ bóng đá Nigeria hiện tại thi đấu cho Dinamo Brest.

## Sự nghiệp câu lạc bộ
Từ 2013 đến 2017 anh thi đấu cho Braga B.